# Mark Tuan
Mark Tuan, nato Mark Yien Tuan (段宜恩S, Duàn Yí'ēnP; Los Angeles, 4 settembre 1993), è un cantante e rapper statunitense.
Dal 2014 è membro della boy band Got7.

## Biografia

### Primi anni e debutto
Nato a Los Angeles, Tuan, di origini taiwanesi, trascorre parte dell'infanzia in Paraguay e Brasile prima di tornare in California, dove cresce insieme a due sorelle maggiori e un fratello minore. Segue lezioni di piano e violino alle elementari, poi di chitarra alle superiori. Nel 2010, mentre è in compagnia di alcuni amici alla Arcadia High School, viene notato da uno scout della JYP Entertainment, che lo invita a partecipare alle audizioni internazionali. Pur non nutrendo alcun desiderio di perseguire una carriera nella musica, dietro incoraggiamento di amici e familiari decide di provare lo stesso, trattandosi di una buona opportunità. Superata l'audizione, lascia la scuola, che frequenta fino al decimo anno, e si trasferisce in Corea del Sud nell'agosto del 2010, dove impara acrobatica per un anno e arti marziali per due, oltre che canto, rap e ballo. Esibirsi su un palco durante l'apprendistato lo ispira, infine, a diventare un idol.
Nel 2012, Tuan interpreta un ballerino in un cameo nel primo episodio di Dream High 2; l'anno successivo partecipa all'episodio 4 del reality-survival WIN: Who is Next, competendo contro gli apprendisti idol della YG Entertainment che in seguito diventano gli Ikon e i Winner. Il 16 gennaio 2014 debutta nella boy band Got7 con l'extended play Got It?.

### 2015–2020: attività soliste
Interessato a scrivere e comporre la propria musica, Tuan è accreditato per la prima volta in un pezzo dei Got7 nella traccia Back To Me dall'extended play del 2015 Just Right. L'anno seguente scrive rap e testi per cinque delle tredici canzoni dell'album Flight Log: Turbulence, mentre nel 2018, con il terzo album coreano del gruppo, Present: You, pubblica il suo primo brano solista, OMW. A dicembre 2021 risulta accreditato come paroliere in venti canzoni dei Got7 e come co-compositore in otto.
Per le proprie attività soliste, Tuan si dedica inizialmente alla moda. A maggio 2017 appare per la prima volta da solo in un servizio fotografico per Dazed Korea e negli anni successivi viene fotografato per numerose riviste in Corea del Sud, Cina e Thailandia, comparendo, fino ad aprile 2021, sulle copertine di più di 21 testate. Nel 2018 e nel 2019 collabora con Represent per la distribuzione di due linee di abbigliamento in edizione limitata, intitolate XCIII, per le quali disegna ogni pezzo. Della seconda, XCIII Evolution, vengono vendute più di 35 000 unità e i profitti destinati a Save the Children.
A gennaio 2019 fa la sua prima apparizione televisiva in Cina al programma Zhongliang ji gaibian e il successivo 11 aprile vince lo Hot Star Award ai Weibo Starlight Award. Nella primavera del 2019 fa da presentatore per le tappe a Macao, Taipei e Singapore del Focus Premiere Showcase in Asia dei Jus2. Nel corso dell'anno, Tuan gira la Cina per alcuni incontri con i fan intitolati "On Your Mark". La prima tappa a Nanchino si svolge il 20 luglio e i biglietti per i 3 000 posti a sedere si esauriscono in un minuto dalla messa in vendita. Nel corso dell'evento autografa anche il suo primo fotolibro, Mark Yixia, pubblicato il precedente 30 giugno. La seconda tappa si svolge il 14 settembre a Chengdu e, vista la buona accoglienza di entrambi gli eventi, ne viene aggiunta un'ultima a Shanghai per l'11 gennaio 2020. In contemporanea, il cantante pubblica il suo primo singolo in cinese, Outta My Head. Un secondo, Never Told You, esce il 14 marzo.

### 2021–presente: partenza dalla JYPE eThe Other Side
A gennaio 2021, Tuan decide di non rinnovare il contratto con la JYP Entertainment, ma di rimanere comunque membro dei Got7. Lasciata la Corea del Sud per tornare a vivere negli Stati Uniti, lancia un canale YouTube che guadagna più di un milione di iscritti senza nessun contenuto pubblicato. Il 7 febbraio apre Mark Tuan Studio a Pechino per le attività in Cina, e nel frattempo fonda DNA Records insieme ad alcuni amici. Il 12 febbraio pubblica il singolo One in a Million in collaborazione con Sanjoy Deb, facendo da produttore esecutivo per il video musicale animato, distribuito due giorni dopo. Tuan ricopre il ruolo di produttore esecutivo anche per il video di Encore, singolo pubblicato dai Got7 il 20 febbraio 2021.
Una terza linea di abbigliamento con Represent, XC3, viene messa in vendita il 17 marzo. Il 29 aprile firma con Creative Artists Agency.
Nella seconda metà del 2021, Tuan canta Never Gonna Come Down con Bibi per la colonna sonora del film Shang-Chi e la leggenda dei Dieci Anelli. Il 12 novembre pubblica il singolo digitale Last Breath, al quale fanno seguito My Life il 21 gennaio 2022, Lonely il 24 marzo e Save Me il 7 aprile. Dal 27 al 29 maggio 2022 tiene il suo primo incontro con i fan in Thailandia, che fa il tutto esaurito.
Il 1º luglio 2022 esce IMYSM, quinto e ultimo estratto dal primo album in studio The Other Side, che viene pubblicato il 26 agosto e per il quale Tuan partecipa alla scrittura dei testi e alla composizione di tutte le venti tracce. Dopo l'uscita del disco, in ottobre e novembre Tuan si dedica al tour mondiale, esibendosi in 15 città del Nord America e proseguendo per Bangkok e Khon Kaen ad aprile 2023. Intanto, a metà dicembre esce una quarta collaborazione con Represent.
Il 31 marzo 2023 pubblica il singolo Carry Me Out.

## Altre attività

### Filantropia
A marzo 2019 Tuan compare sulla copertina del numero 200 della rivista benefica coreana The Big Issue, i cui proventi vengono destinati a sostegno dei senzatetto. Per l'uscita del singolo Never Told You collabora con la China Children's Charity Relief Foundation e mette in vendita un maglione con ETET per aiutare i bambini della contea di Heqing nella provincia del Yunnan.
A febbraio 2020 dona per l'acquisto di ventilatori per contrastare la pandemia di COVID-19 a Hubei. Il 31 marzo Tuan dona 7 000 dollari al George Floyd Memorial Fund e al movimento Black Lives Matter. A novembre dona 1 500 dollari alle vittime del tifone Ulisse. Nell'aprile 2021 dona 30 000 dollari a Stop AAPI Hate.

### Contratti pubblicitari
Nel 2019 Tuan diventa il volto di Vivo in Thailandia insieme a BamBam. In Cina inizia a rappresentare Davines nell'aprile 2019 e Mentholatum il 27 maggio 2020 dopo aver pubblicizzato un loro rossetto a dicembre 2019, rifornito più volte per via dell'elevata richiesta. Ad agosto 2020 diventa l'ambasciatore di China Unicom, un operatore di telecomunicazioni. Collabora poi con Sisley e Anessa nel 2021.

## Discografia
Di seguito, le opere di Tuan come solista. Per le opere con i Got7, si veda Got7#Discografia.

### Album in studio
- 2022 – The Other Side

### Singoli
- 2020 – Outta My Head
- 2020 – Never Told You (从未对你说过)
- 2021 – Last Breath
- 2022 – My Life
- 2022 – Lonely
- 2022 – Save Me
- 2022 – IMYSM
- 2022 – IMYSM (Niiko x Swae Remix)
- 2022 – Far Away (Crankdat Remix)
- 2023 – Carry Me Out
- 2023 – Everyone Else Fades

### Collaborazioni
- 2021 – One in a Million (con Sanjoy)
- 2023 – Right Before Our Eyes (con Elephante e Beauz)

### Colonne sonore
- 2021 – Never Gonna Come Down (con Bibi, per Shang-Chi e la leggenda dei Dieci Anelli)

## Filmografia
- Dream High 2 – serial TV, episodio 1 (2012) - cameo
- Dream Knight – webserie (2015)
- Sanctuary – cortometraggio (2016)

## Riconoscimenti
- Weibo Starlight Award
  - 2019 – Weibo Hot Star Award[27]